# 旬刊旅行新聞
『旬刊旅行新聞』（じゅんかんりょこうしんぶん）は、日本の観光業界紙。観光業界に関する情報を報道している。
株式会社旅行新聞新社が発行する旅行業界の専門新聞で、全国各地のホテル・旅館、旅行会社、自治体、観光協会などで読まれている。
毎号1面は報道特集。旅行会社やホテル・旅館、関係企業、ベンチャーなどにフォーカス。
観光関連メディアの中でも、業界内では観光経済新聞と並ぶ紙媒体メディアとして知られる。近年はツイッターやインスタグラムアカウントを開設し、インターネットを通じた情報発信にも力を入れている。
主催する「プロが選ぶ日本のホテル・旅館100選」は、業界最古のランキング事業である。「プロ」とは、全国の旅行会社（大手の支社・支店含む）のことである。毎年1月に、東京・新宿の京王プラザホテル（コンコードボールルーム）で授賞式・記念パーティーを開催している。

## 主催する賞
- プロが選ぶ日本のホテル・旅館100選[1]
- プロが選ぶ観光・食事、土産物施設100選[2]
- プロが選ぶ優良観光バス30選[3]
- 選考審査委員特別賞「小規模和風の宿」10施設[4]